# Carl Freybe
Carl Heinrich Max Freybe (* 26. September 1886 in Stettin; † 8. September 1982 in Bielefeld) war ein deutscher Politiker (Wirtschaftspartei) und Verbandsfunktionär des Fleischerhandwerks.

## Leben und Wirken

### Jugend und Erster Weltkrieg (1886 bis 1918)
Freybe wurde als Sohn eines Fleischers geboren. Er besuchte das Schillerrealgymnasium in Stettin bis zur Obersekunda. Von 1902 bis 1904 absolvierte er eine Fleischerlehre. Von 1907 bis 1908 gehörte er dem Vorpommerschen Feldartillerieregiment 38 an. 1910 legte er die Meisterprüfung ab, um anschließend als Fleischer im Betrieb seines Vaters in Stettin zu arbeiten. 1912 machte er sich selbständig, im selben Jahr heiratete er.
Ab August 1914 nahm Freybe am Ersten Weltkrieg teil, in dem er bis zum Oberleutnant der Reserve befördert wurde und mit dem Eisernen Kreuz beider Klassen ausgezeichnet wurde.

### Weimarer Republik und Zeit des Nationalsozialismus (1919 bis 1945)
Nach dem Krieg wurde Freybe Mitglied der Reichspartei des deutschen Mittelstandes (Wirtschaftspartei). Bei der Reichstagswahl vom Mai 1928 wurde Freybe als Kandidat für den Wahlkreis 6 (Pommern) in den Reichstag gewählt, dem er über zwei Legislaturperioden hinweg bis zum Juli 1932 angehörte. Im Parlament machte er sich besonders für die Interessen seines Berufsstandes stark, daneben aber auch allgemein für die Interessen des Handwerks und des gewerblichen Mittelstandes.
Ferner war Freybe in Handwerks- und Gewerbeorganisationen tätig. Er war Vorsitzender des Bezirksvereins Pommern des Deutschen Fleischer-Verbands und 1925 sowie von 1928 bis 1935 Obermeister der Fleischer-Innung Stettin. 1934 wurde er zum „Ehrenmeister des Pommerschen Handwerks“ ernannt.
Im Zweiten Weltkrieg diente Freybe als Offizier in verschiedenen Stäben. Seine Frau wurde im August 1944 durch einen Luftangriff auf Stettin getötet, bei dem auch das 1891 errichtete Haus von Freybes Familie, in dem sein Betrieb untergebracht war, zerstört wurde.

### Nachkriegszeit
Nach 1945, als Stettin an Polen kam, gründete er ein Geschäft in Hannover. Ferner war Freybe für den wiederbegründeten Deutschen Fleischer-Verband tätig, dessen stellvertretender Vorsitzender er 1950 wurde. Der Deutsche Fleischerverband stiftete 1978 die nach ihm benannte Carl-Freybe-Medaille, die alle drei Jahre verliehen wird. Politisch schloss er sich zunächst der FDP an, für die er bei der Bundestagswahl 1953 erfolglos auf der niedersächsischen Landesliste kandidierte. 1957 wurde er Vorsitzender der Union Deutscher Mittelstandsparteien, als deren Vorsitzender er bei der Bundestagswahl 1957 erfolgloser Spitzenkandidat auf der nordrhein-westfälischen Landesliste war.

## Schriften
- So sah ich Kanada. Bericht über eine Reise vom Atlantik zum Pazifik. 1954.
- Die Technik in der Fleischwirtschaft. 1962.